# Carmen Cerdeira Morterero
Carmen Cerdeira Morterero (n. 27 septembrie 1958 - d. 2 august 2007), a fost un om politic spaniol, membru al Parlamentului European în perioada 1999-2004 din partea Spaniei. 
1. ↑  Carmen CERDEIRA, pace.coe.int
2. ↑  Deputații în Parlamentul European
3. ↑   http://www.assembly.coe.int/nw/xml/AssemblyList/MP-Details-EN.asp?MemberID=2742 Lipsește sau este vid: |title= (ajutor)